# Liste der Monuments historiques in Goulien
Die Liste der Monuments historiques in Goulien führt die Monuments historiques in der französischen Gemeinde Goulien auf.

## Liste der Bauwerke
| Bezeichnung                           | Beschreibung | Standort | Kennzeichnung | Schutzstatus | Datum | Bild           |
| ------------------------------------- | ------------ | -------- | ------------- | ------------ | ----- | -------------- |
| Kapelle in Lannourec                  |              | (Lage)   | PA00089976    | Inscrit      | 1932  | weitere Bilder |
| Stèle protohistorique (eine Stele)    |              | (Lage)   | PA00089977    | Classé       | 1966  | weitere Bilder |
| Stèles protohistoriques (zwei Stelen) |              | (Lage)   | PA00089978    | Classé       | 1966  | weitere Bilder |

## Liste der Objekte
- Monuments historiques (Objekte) in Goulien in der Base Palissy des französischen Kultusministeriums